# Альма Дойчер
Альма Елізабет Дойчер (англ. Alma Elizabeth Deutscher; нар.19 лютого 2005) — британська вундеркінд-композиторка, піаністка і скрипалька. Свою першу фортепіанну сонату вона написала у шість років, коротку п'єсу «Прибиральник мрій» — у сім років, а у дев'ять — концерт для скрипки та оркестру. Першу повноформатну оперу «Попелюшка» вона написала у віці десяти років, її європейська прем'єра відбулася у Відні в 2016 році під керівництвом Зубіна Мети, а американська – в Опері Сан-Хосе через рік. У 2019 році вона дебютувала в Карнеґі-холі.